# Антоневич (герб)
Антоне́вич или Болоз (пол. Antoniewicz) — шляхетский герб галицийского происхождения.

## История
Герб был присвоен 23 сентября 1789 года армянским братьям Якубу и Доминику Болоз Антоневичам.

## Описание
На голубом поле находится цветочная ветвь с зелёными листьями и тремя крестообразными цветами. Над гербом находится корона, увенчанная подобной цветочной ветвью.

## Известные представители
- Антоневич, Кароль (1870—1852) — польский писатель и поэт.
- Болоз-Антоневич, Николай (1801—1885) — польский писатель и драматург.
- Антоневич-Болоз, Ян (1858—1922) — польский историк и искусствовед.